# Эрик Померанский
Э́рик Помера́нский (дат. Erik af Pommern, норв. Erik av Pommern, швед. Erik av Pommern, пол. Eryk Pomorski; 1381, Рюгенвальде — 3 мая 1459, Рюгенвальде) — король Норвегии под именем Эрик III с 8 сентября 1389 по 1 июня 1442 года, король Дании под именем Эрик VII с 23 января 1396 по 23 июня 1439 года и король Швеции под именем Эрик XIII с 23 июля 1396 по 29 сентября 1439 года, герцог Померании под именем Эрик I. Первый король, возглавивший Кальмарскую унию.

## Биография

### Восшествие на престол
Эрик происходил из славянской династии герцогов Поморья (Померании) Грифичей, названых так по изображению на их гербе — грифону. Родился в 1381/1382 году в Рюгенвальде (сейчас Дарлово в Польше) в Померании (Поморье). Первоначально назван Богуслав (пол. Bogusław). Сын герцога Померании Вартислава VII (пол. Warcisław VII, 1362—1395) и Марии Мекленбургской (нем. Maria von Mecklenburg), которая также происходила из славянской правящей династии Мекленбург-Шверинских (Зверинских) герцогов, происходивших от ободритского короля Никлота. Через династические браки его мать была единственной выжившей внучкой датского короля Вальдемара IV. Она также была потомком шведского короля Магнуса I и норвежского конунга Хакона V Святого. По материнской линии дедушкой Эрика был герцог Генрих Мекленбургский, который претендовал на датский престол в 1375 году. Тогда престол занял Олаф IV.
В 1387 году умер, не оставив наследника, король Дании и Норвегии Олаф IV. Следующим по линии наследования норвежского трона был шведский король, Альбрехт Мекленбургский, но он был отвергнут норвежским дворянством. В Дании королей избирали, но явного претендента на трон не было. Мать Олафа IV, королева Маргарита Датская, самостоятельно стала королевой Дании и Норвегии. В Норвегии было решено, что наследника трона должна избрать именно она. Юный Богуслав был внуком её сестры.
В 1389 году он приехал в Данию и был принят королевой. Его имя было изменено на более привычное для скандинавов Эрик. 8 сентября 1389 года он был провозглашён королём Норвегии на тинге в Тронхейме. Возможно, что он был коронован в Осло в 1392 году, но этот факт спорный. В 1396 году он был провозглашён королём Дании, а затем и королём Швеции. 17 июня 1397 года он короновался как король всех трёх скандинавских стран в соборе города Кальмар. В то же время было составлено соглашение о союзе, учреждавшем Кальмарскую унию. Королева Маргарита, однако, оставалась фактическим правителем этих трёх королевств до своей смерти в 1412 году.

### Браки
В 1402 году Маргарита Датская вступила в переговоры с королём Англии Генрихом IV для создания двойного союза между Англией и Кальмарской унией. Было предложено заключить два брака: короля Эрика с дочерью Генриха IV Филиппой, и между сыном Генриха IV, наследным принцем Уэльским и будущим английским королём Генрихом V, и сестрой Эрика Катериной. Английская сторона хотела, чтобы эти свадьбы скрепили наступательный союз между скандинавскими королевствами и Англией, что могло повлечь вмешательство скандинавских государств в Столетнюю войну на стороне Англии против Франции.
Королева Маргарита вела последовательную внешнюю политику, она стремилась не допустить вхождение скандинавских стран в союзы, обязывающие их принимать участие в иностранных войнах. Поэтому она отклонила английские предложения. Двойная свадьба не состоялась, но о свадьбе Эрика и Филиппы стороны договорились. 26 октября 1406 года Эрик женился на 13-летней Филиппе, дочери Генриха IV и Марии де Богун. С Англией был заключён простой оборонительный союз.

### Политика Эрика
Почти весь период единоличного правления Эрика продолжался давнишний конфликт с графами Гольштейна, объединившими в 1386 году Гольштейн и Шлезвиг в единое герцогство Шлезвиг-Гольштейн. Эрик пытался вернуть Шлезвиг, но выбрал для этого политику военной силы вместо переговоров. Поддержанный датским парламентом (1413) и императором Священной Римской империи Сигизмундом (1424), вёл две войны (1416—1422, 1426—1435) против графов Гольштейна. Императорский вердикт 1424 года признавал его законным правителем юга Ютландии, но был проигнорирован гольштейнцами. Гольштейнцы в 1426 году объединились с городами Ганзейского союза, чьим торговым интересам угрожала политика Эрика в отношении датских купцов и ремесленников. Длительная война отрицательно сказалась на датской экономике, а также на единстве Кальмарской унии. Она не привела к увеличению территории, и даже области, которые удалось к тому времени вернуть, были потеряны.
Хотя Дания окончательно потеряла Шлезвиг, но датский флот разбил ганзейские корабли, что дало возможность ввести пошлину за проход через пролив Зунд в 1428 году, взимавшуюся до 1857 года. Этим дальновидным шагом Эрик обеспечил большой стабильный доход королевству, сделав его относительно богатым, а город Эльсинор — процветающим. Против интересов Эрика в датской торговле выступали другие балтийские государства, особенно города Ганзы, с которыми приходилось вести длительную борьбу.
Другим важным событием стал переход Копенгагена во владения короля в 1416 году — один из шагов к переносу королевской резиденции из Роскилле в Копенгаген в 1433 году.
Выборг получил в 1403 году из рук короля Эрика XIII грамоту городских привилегий, укрепивших правовой статус города.

### Лишение власти
В 1430-е годы политическая ситуация в стране ухудшилась. Назначение Эриком на ответственные должности датчан и финансирование войн за счёт тяжёлых налогов привело к возникновению оппозиции королю в Норвегии и Швеции и среди датских крестьян. Из-за блокады экспорта шведского железа и меди ганзейскими городами фермеры и шахтёры Швеции в 1434 году подняли восстание. Оно использовалось шведскими дворянами для ослабления власти короля. Они добились поддержки в датском парламенте своих требований об учреждении нового союза с конституционным формами управления, чему противился Эрик. Наконец, когда против Эрика выступила и датская знать, он покинул Данию в 1439 году и поселился в своём замке Висборг на острове Готланд (теперь принадлежит Швеции), что в итоге привело к его смещению с датского и шведского престолов в том же году.
В 1440 году в Дании и Швеции на престол был избран его племянник Кристофер III Баварский. Только в Норвегии он оставался у власти, но в 1442 году отрёкся и от норвежского престола, сказав, что лучше быть главой пиратов на Готланде, чем быть королём Норвегии. До 1449 года Эрик пытался вернуть себе датский престол.
Кристофер Баварский умер в 1448 году, задолго до кончины Эрика. Следующий монарх Кристиан I (правил в 1448-1481 годы) был родственником Эрика. Ему Эрик в 1449 году передал Готланд взамен на разрешение переехать в Померанию, где стал управлять герцогством Штольп (часть герцогства Померания, сейчас город Слупск в Польше) под именем Эрика I.
Эрик умер в замке Рюгенвальде в Померании и был похоронен в Рюгенвальде.

## В культуре
Эрик стал персонажем датского художественного фильма «Маргарита — королева Севера» (2021), где его сыграл Мортен Хи Андерсен.